# Tiphaine Duquesne
Pour les articles homonymes, voir Duquesne.
Tiphaine Duquesne est une joueuse de hockey sur gazon belge. Elle évolue au poste de défenseure au Waterloo Ducks et avec l'équipe nationale belge.

## Biographie
Tiphaine est née le 22 août 1996 en Belgique. 
Tiphaine est la sœur de Juliette Duquesne, également internationale belge.

## Carrière
Elle a été appelée en équipe première en 2018 pour concourir à la Ligue professionnelle 2019.

## Palmarès
- : 2e à l'Euro U21 2017
- : 3e à l'Euro 2021